# Efter fem
Efter fem är ett svenskt nyhetsprogram som hade premiär 7 januari 2019. Programmet sänds från klockan fem, därav namnet. Programmet leds av Tilde de Paula Eby eller Anna Brolin med hjälp av nyhetsankare samt journalister på TV4 Media. Programmet vann Kristallen 2021 för årets nyhets- och aktualitetsprogram.[källa behövs]
Programmet sänds på vardagar mellan 17 och 19 och tar upp dagens viktigaste nyhetshändelser. I varje avsnitt kommer en svensk kändis till studion och intervjuas av programledaren. Den 22 januari 2023 började programmet sändas även på söndagar mellan 17 och 20. Efter 22 december 2024 slutar programmet sändas på söndagar efter dåliga tittarsiffor och att programmet är dyrare att producera på söndagar än vardagar.